# Wings for the Eagle
Wings for the Eagle is een Amerikaanse dramafilm uit 1942 onder regie van Lloyd Bacon.

## Verhaal
Tijdens de Tweede Wereldoorlog werkt Brad Maple in een fabriek die oorlogsvliegtuigen maakt. Er begint sleur te zitten op zijn huwelijk met Roma. Wanneer zijn vriend Corky Jones in de fabriek komt werken om zijn dienstplicht te ontlopen, gaat hij inwonen bij Brad. Er ontstaan spanningen, als hij Roma tracht te versieren.

## Rolverdeling
| Acteur        | Personage              |
| ------------- | ---------------------- |
| Ann Sheridan  | Roma Maple             |
| Dennis Morgan | Corky Jones            |
| Jack Carson   | Brad Maple             |
| George Tobias | Jake Hanso             |
| Russell Arms  | Pete Hanso             |
| Don DeFore    | Gil Borden             |
| Tom Fadden    | Tom Shaw               |
| John Ridgely  | Johnson                |
| Frank Wilcox  | Stark                  |
| George Meeker | Personeelschef         |
| Fay Helm      | Juffrouw Baxter        |
| Billy Curtis  | Dwerg                  |
| Emory Parnell | Politieagent           |
| Edgar Dearing | Agent op de motorfiets |